# Искусство взаимоотношений

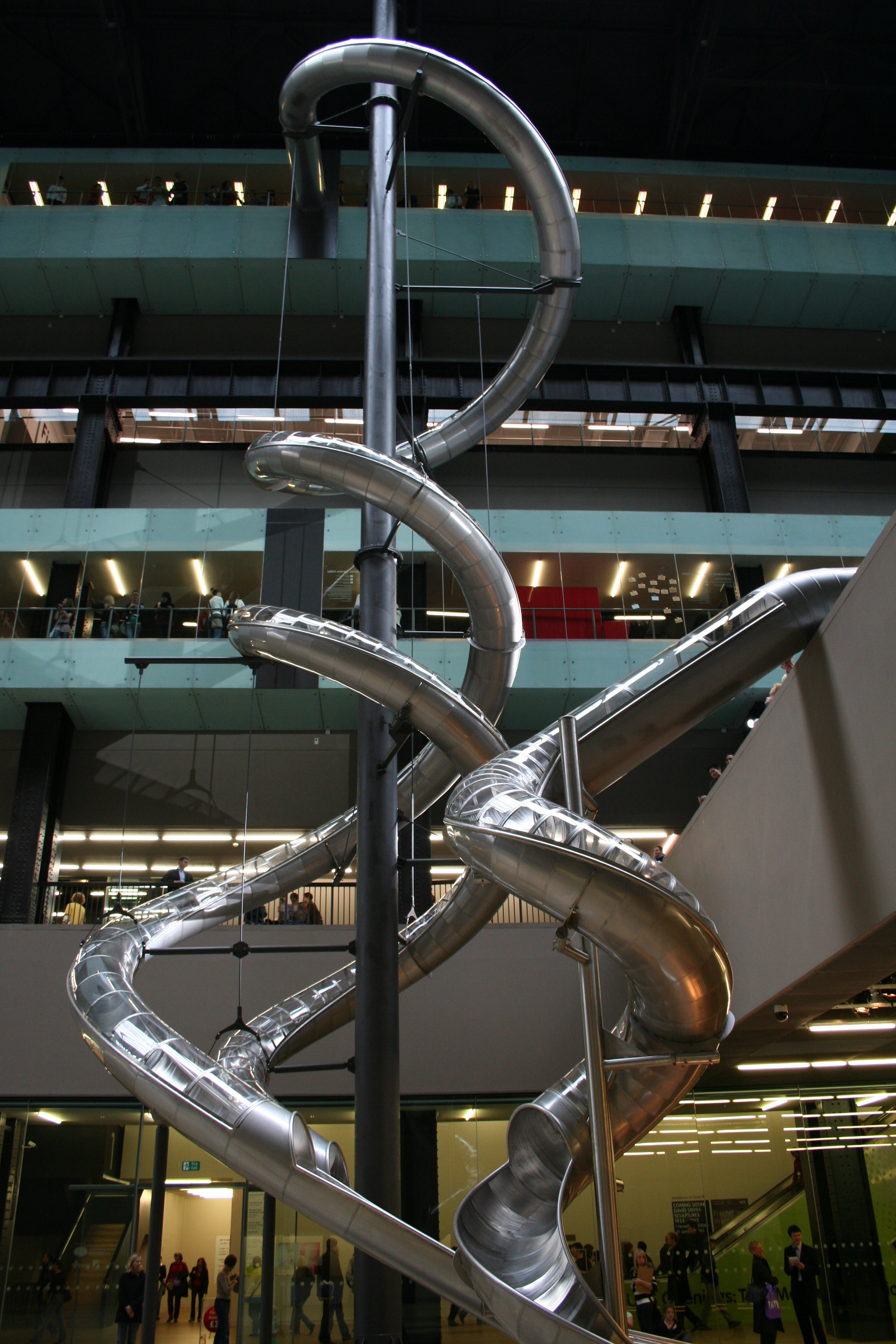
Инсталляция Carsten Höller «Test Site» в турбинном зале Tate Modern, 2006

Иску́сство взаимоотноше́ний, эсте́тика взаимоотноше́ний, эсте́тика взаимоде́йствия или реляционная эсте́тика (англ. Relational Art или Relational Aesthetics) — определение, данное художественным критиком Николя Буррио в книге «Эстетика взаимоотношений» (англ. Relational Aesthetics). С точки зрения Николя Буррио, «искусство взаимоотношений» — «набор художественных практик, отправной точкой которых является сфера человеческих взаимоотношений».
Художники, творчество которых можно отнести к этому направлению, так или иначе работают с такими понятиями, как «социальные связи», «сообщества», «частные взаимоотношения» или «урбанизм», который является статической формой сосуществования. Это открытые художественные практики, приглашающие зрителя к соучастию. Смысл произведения искусства является результатом сотрудничества со зрителем, а не навязывается ему. По словам Буррио: «Художник больше не является демиургом,… он становится „семионавтом“, прокладывающим маршруты между всеми существующими знаками. Сфера его деятельности сместилась от production к postproduction».

## Происхождение термина
Впервые этот термин был использован в 1996 году в каталоге выставки «Трафик» в CAPC musée d’art contemporain de Bordeaux, куратором которой выступил Буррио . «Трафик» включал в себя художников, таких как Генри Бонд, Ванесса Бикрофт, Маурицио Каттелан, Доминик Гонсалес-Фёрстер, Лиам Гиллик, Кристин Хилл, Карстен Хёллер, Пьер Юиг, Мильтос Манетас, Хорхе Пардо, Филипп Паррено и Риркрит Тиравания. Выставка вдохновлялась и получила свое название от фильма Жака Тати «Трафик» (1971), в котором главный герой Тати — парижский автомобильный дизайнер, готовящий новую модель для международного автосалона. Впоследствии ставший фундаментальным для стратегии искусства взаимоотношений, особенно для Тиравании, весь фильм Тати рассказывает о путешествии дизайнера на автосалон, на котором он прибывает как раз к закрытию шоу.

### Эстетика взаимоотношений
Буррио хотел изменить подход к искусству, чтобы оно перестало «укрываться за историей искусства шестидесятых», и вместо этого стремился предложить другие критерии для анализа часто непрозрачных, с открытым концом произведений искусства 1990-х годов. Чтобы добиться этого, Буррио использует язык интернет-бума 1990-х годов и такие термины, как юзабилити, интерактивность и DIY (сделай сам). В своей книге 2002 года «Постпродакшн: культура как сценарий: как искусство перепрограммирует мир» Буррио описывает эстетику взаимоотношений как произведения, которые в качестве отправной точки принимают изменяющееся ментальное пространство, созданное интернетом.

### Искусство взаимоотношений
Буррио исследует понятие эстетики взаимоотношений на примерах того, что он называет искусством взаимоотношений. По словам Буррио, искусство взаимоотношений включает в себя «набор художественных практик, которые берут в качестве теоретической и практической отправной точки вся сфера человеческих взаимоотношений и их социальный контекст, а не независимое и личное пространство». Произведение искусства создает социальную среду, в которой люди собираются вместе, чтобы участвовать в совместной деятельности. Буррио утверждает, что «роль произведений искусства заключается не в том, чтобы формировать мнимые и утопические реальности, а в том, чтобы фактически быть образом жизни и моделью поведения в существующей реальности, независимо от масштаба, выбранного художником».
Роберт Стам, глава отдела исследований в области новых медиа и кинематографии в Нью-Йоркском университете, придумал термин для групп совместной деятельности: witnessing publics (свидетельствующая общественность). Свидетельствующая общественность — это «та свободная и неупорядоченная группа людей, созданная благодаря медиа и выступающая в качестве наблюдателей несправедливости, которая в противном случае могла бы остаться незамеченной или оставшейся без ответа». Значение искусства взаимоотношений создается, когда восприятие искусства изменяется, оставляя первоначальный артефакт нетронутым.
В искусстве взаимоотношений аудитория рассматривается как сообщество. Вместо того, чтобы художественное произведение было встречей между зрителем и объектом, искусство взаимоотношений производит встречи между людьми. Благодаря этим встречам смысл вырабатывается коллективно, а не в пространстве индивидуального потребления.

## Художники
| - Анджела Баллок - Ванесса Бикрофт - Генри Бонд - Йес Бринч (Jes Brinch) - Ксавье Вейан - Лиам Гиллик - Феликс Гонсалес-Торрес - Доминик Гонсалес-Ферстер - Дуглас Гордон - Симон Греннан (Simon Grennan) - Джереми Деллер | - «Желатин» - Андреа Клавадетчер (Andrea Clavadetscher) - Питер Лэнд (Peter Land) - Милтос Манетас - Марепе - Оноре д’О (Honore d’O) - Габриель Ороско - Хорхе Пардо - Филипп Паррено - Джейсон Роудс - Кристофер Сперандио | - Риркрит Тиравания - Джиллиан Уэринг - Йенс Хаанинг - Карстен Хёллер - Лотар Хемпель - Кристин Хилл (Christine Hill) - Норитоси Хиракава - Эрик Шумахер (Eric Schumacher) - Пьер Юиг - Хенрик Пленге Якобсен - Кенджи Янобе - Йоко Оно |